# Charan Singh
Čaudharí Čaran Sinh (23. prosince 1902 – 29. května 1987) byl indický politik, pátý premiér Indie, který svou funkci zastával v letech 1979–1980. V letech 1977–1978 byl ministrem domácích záležitostí, roku 1979 ministrem financí. V letech 1979–1980 vedl státní plánovací komisi. Ve dvou obdobích (1967–1968, 1970) byl premiérem indického státu Uttarpradéš. Jako premiér byl představitelem Lidové strany (sekulární), která byla později přejmenována na  lidovou stranu ( lók dal).